# Ноћна скела
„Ноћна скела” је југословенски ТВ филм из 1976. године. Режирао га је Едуард Галић а сценарио је написао Звонимир Мајдак.

## Улоге
| Глумац          | Улога   |
| --------------- | ------- |
| Радмила Андрић  |         |
| Раде Шербеџија  |         |
| Миљенко Брлечић |         |
| Ангел Паласев   | Сводник |